# Zach Johnson
Zachary Harris Johnson (Cedar Rapids, 24 februari 1976) is een professionele golfer uit de Verenigde Staten.

## Carrière
Johnson werd in 1998 professional. Hij speelde op de Hooters Tour en de Buy.com Tour, de voorloper van de huidige Nationwide Tour. Eind 2003 stond hij aan de top van de Nationwide Tour en promoveerde automatisch naar de Amerikaanse PGA Tour. Als rookie won hij in 2004 de BellSouth Classic. In 2006 speelde hij in de Ryder Cup.
In 2007 stond Johnson, na het winnen van de Masters en de AT&T Classic, op de 13de plaats van de wereldranglijst. 
Johnson en Phil Mickelson zijn de enige twee spelers die een ronde van 60 op de PGA Tour hebben gemaakt. Johnson zelfs twee keer, hij scoorde 60 in de derde ronde van The Tour Championship in 2007 en het Valero Texas Open in 2009, dat hij vervolgens won.
In 2015 won Johnson het The Open Championship door Marc Leishman en Louis Oosthuizen in de 4-holes play-off te verslaan. Hij steeg naar nummer 12 op de wereldranglijst.

## Gewonnen
Majors
- 2007: The Masters (+1), runner-up Retief Goosen
- 2015: The Open Championship PO (-15)

Amerikaanse PGA Tour
- 2004: BellSouth Classic -13 (69-66-68-72=275) 1 stroke  Mark Hensby
- 2007: AT&T Classic -15, na play-off tegen Ryuji Imada
- 2008: Valero Texas Open (-19), runner-up Charlie Wi
- 2009: Sony Open in Hawaii (-15), runner-up Adam Scott
- 2009: Valero Texas Open (-15) na play-off tegen James Driscoll
- 2010: Crowne Plaza Invitational at Colonial -21, runner-up Brian Davis
- 2012: Crowne Plaza Invitational at Colonial -12, runner-up Jason Dufner
- 2012: John Deere Classic -20, play-off tegen Troy Matteson
- 2013: BMW Championship -16, runner-up Nick Watney
- 2014: Hyundai Tournament of Champions, -19 runner-up Jordan Spieth

Nationwide Tour
- 2003: Rheem Classic na play-off tegen Steve Haskins
- 2003: Envirocare Utah Classic

Elders
- 1998: 1 Prairie Golf Tour event
- 1999: 2 Prairie Golf Tour events
- 2001: Iowa Open, 3 NGA Hooters Tour events
- 2002: Iowa Open, 1 NGA Hooters Tour event
- 2006: Wendy's 3-Tour Challenge (met Stewart Cink en Scott Verplank)

Teams
- Ryder Cup: 2006, 2012
- Presidents Cup: 2007, 2009